# Más de lo mismo
Más de lo mismo é um álbum da parceria Baglietto-Vitale, lançado em 2011.
O álbum foi congratulado com um Premio Gardel.

## Faixas
1. Renaceré
2. Naranjo en flor
3. Como dos extraños
4. Los mareados
5. Mienten
6. La última curda
7. Nada
8. No olvides que una vez tú fuiste sol
9. Dios y el diablo en el taller
10. Hispano
11. Príncipe del manicomio
12. Historia de Mate Cosido
13. Solo
14. Zamba de Lozano
15. Piedra y camino
16. El témpano
17. En este barrio
18. Las cosas tienen movimiento